# Мацюра Олександр Григорович
Олександр Григорович Мацюра (рум. Alexandru Maţiura; нар. 24 жовтня 1954, Єдинці, Молдавська РСР) — радянський футболіст і молдовський футбольний тренер. Заслужений тренер Молдови. Нагороджений молдавським орденом «За цивільні заслуги» (рум. «Meritul Civic»). Тренер-асистент Курбана Бердиєва в тренерському штабі казанського «Рубіна».

## Кар'єра гравця
Футбольну кар'єру розпочав у 1974 році в «Ністру», однак наступного року був призваний на військову службу, яку проходив у військовому клубі «Команда міста Тирасполь». Наступного року повернувся у «Ністру». Загалом же у кишиневському клубі провів понад 300 матчів, відіграв понад 13 сезонів, два з яких (1974 та 1983) — у Вищій лізі СРСР. У 1979 році — учасник VII літньої Спартакіади народів СРСР у складі футбольної збірної Молдавської РСР. Влітку 1985 року перейшов у «Зарю» (Бєльці), а на початку 1986 року — «Текстильника» (Тирасполь). Проте влітку 1986 року повернувся до «Ністру». У 1988 році захищав кольори бєльцької «Зарі», у футболці якої й завершив кар'єру гравця.

## Кар'єра тренера
По завершенні футбольної кар'єри розпочав тренерську діяльність. Завершивши кар'єру футболіста в «Зорі» (Бєльці), увійшов до тренерського штабу команди, з вересня до кінця 1988 року виконував обов'язки головного тренера команди. У 1989 році продовжував працювати у тренерському штабі «Зарі». У 1990—1991 роках проходив навчання у Вищій школі тренерів у Москві. У 1991 році допомагав тренувати кишинівський «Ністру». З 1992 по 1998 рік очолював клуби «Сперанца» (Ніспорени), «Тилігул» (Тирасполь) та «Конструкторул» (Кишинів). З 1998 року працював у збірній Молдови. Очолював олімпійську збірну країни та допомагав тренувати національну збірну. 22 березня 1998 року замінив тренера збірної Молдови на товариський проти Азербайджану. У грудні 1999 року він призначений головним тренером збірної Молдови, яку очолював до червня 2001 року. Потім з 2003 по 2004 рік очолював ФК «Тирасполь». Також тренував молодіжну збірну Молдови. З 2004 року з перервами тренував «Ністру» (Атаки). У вересні 2006 року його запросили в казанський «Рубін», де допомагав тренувати гравців. Наприкінці 2013 року після звільнення Курбана Бердиєва залишив «Рубін». У січні 2015 року приєднався до тренувального складу Гурбана Бердиєва, який був призначений головним тренером ФК «Ростов».

## Сім'я
- Син, Андрій Олександрович Мацюра — молдовський футболіст і тренер, залучався до матчів за збірну Молдови.
- Брат, Сергій Григорович Мацюра — радянський та молдовський футболіст, а також російський футбольний арбітр, у 2007-2008 роках обслуговував матчі Російської прем'єр-ліги.

## Досягнення

### Як гравця
- Перша ліга СРСР
  -  Срібний призер (1): 1982

### Як тренера
«Тилігул» (Тирасполь)
- Кубок Молдови
  -  Володар (1): 1994/95

«Конструкторул» (Кишинів)
- Національний дивізіон Молдови
  -  Чемпіон (1): 1996/97

- Кубок Молдови
  -  Володар (1): 1995/96

### Відзнаки
- Майстер спорту СРСР
- Заслужений тренер Молдови
- Орден «За цивільні заслуги» (рум. «Meritul Civic»)